# سیمسکی
سیمسکی (انگلیسی: Simsky) یک شهرک در شهرستان کارماسکالینسکی استان باشقیرستان کشور روسیه است.